# Antiagregacijski lek
Antitrombotik (antiagregans) je član klase lekova koji umanjuju agregaciju trombocita i inhibiraju formiranje trombova. Oni su efektivni u arterijskoj cirkulaciji, gde antikoagulansi imaju malo efekta. Oni su u širokoj upotrebi u primarnoj i sekundarnoj prevenciji trombotičke cerebrovaskularne ili kardiovaskularne bolesti.

## Izbor antitrombotičkog leka
Postoje naučni izveštaji koji navode da niske doze aspirina povećavaju rizik od većeg krvarenja dva puta u poređenju sa placebom. Međutim, godišnja učestalost većeg krvarenja usred upotrebe niskih doza aspirina je umerena, samo 1.3 pacijenta po hiljadu više nego što je zabeleženo za tretman placebom. Lečenje grupe od oko 800 pacijenata godišnje sa niskom dozom aspirina za kardiovaskularne profilakse proizvodi samo jednu dodatnu epizodu većeg krvarenja.

## Antitrombotski lekovi
Najvažniji antitrombotski lekovi su:
- Inhibitori ciklooksigenaze
  - Aspirin
- Inhibitori adenozin difosfat (ADP) receptora
  - Klopidogrel (Plaviks)
  - Prasugrel (Efient)
  - Tikagrelor (Brilinta)
  - Tiklopidin (Tiklid)
- Inhibitori fosfodiesteraze
  - Cilostazol (Pletal)
- Inhibitori glikoproteina IIB/IIIA
  - Abciksimab (ReoPro)
  - Eptifibatid (Integrilin)
  - Tirofiban (Agrastat)
- Inhibitori preuzimanja adenozina
  - Dipiridamol (Persantin)
- Inhibitori tromboksana
  - Inhibitori tromboksan sintaze
  - Antagonisti tromboksanskog receptora
    - Terutroban.

## Acetilsalicilna kiselina (Aspirin) kao antiagregacijski lek
Najvažniji i najviše upotrebljavani lek među antitrombocitima je acetilsalicilna kiselina. Ona jedina među salicilatima inhibira agregaciju trombocita i to u malim dozama od 100 i 300mg. Ona to čini tako što inhibira biosintezu tromboksana, jednog člana iz serije prostaglandina. Ona istovremeno inhibira i sintezu prostaciklina i prostaglandina E2, kao i oksigenazu ireverzibilno, tako da efekat traje do smrti trombocita (osam dana).
Indikacije: Antiagregacijsko dejstvo acetilsalicilne kiseline koristi se u terapiji nestabilne angine pektoris (može se kombinovati sa klopidogrelom), akutnog infarkta miokarda, u sekundarnoj prevenciji infarkta miokarda - npr. posle većih hirurških zahvata, kod bolesnika sa aortokoronarnom zaobilaznicom, koronarna angioplastika sa i bez stenta (može se dodati Abciksimab), prevencija insulta posle tranzitornog ishemičnog ataka, u Cerebrovaskularnoj bolesti prevencija insulta (može se kombinovati sa dipiridamolom), Fibrilacija pretkomora.